# (37586) 1991 BP2
1991 BP2 (asteroide 37586) é um asteroide da cintura principal. Possui uma excentricidade de 0.20249540 e uma inclinação de 22.25553º.
Este asteroide foi descoberto no dia 23 de janeiro de 1991 por Masanori Matsuyama e Kazuro Watanabe em Kushiro.